# Orlovets
Orlovets (bulgariska: Орловец) är ett distrikt i Bulgarien.   Det ligger i kommunen Obsjtina Polski Trămbesj och regionen Veliko Tărnovo, i den centrala delen av landet, 210 km öster om huvudstaden Sofia.